# Smack My Bitch Up
«Smack My Bitch Up» es una canción del grupo británico de música electrónica The Prodigy. Fue lanzado como el tercer sencillo y último del álbum The Fat of the Land, el 17 de noviembre de 1997. Las voces femeninas fueron realizados por Shahin Badar inspirados en la canción "Nana (The Dreaming)", interpretada por Sheila Chandra. La frase del estribillo fue extraído de la canción "Give the Drummer Some" de la banda de hip hop Ultramagnetic MCs la cual fue sampleada y modificada. También contiene elementos de "Funky Man" de Kool & the Gang, "In Memory Of" de Randy Weston, "Bulls on Parade" de Rage Against the Machine y "House of Rising Funk" de Afrique.

## Video musical
El video fue dirigido por Jonas Åkerlund. En él muestra el punto de vista en primera persona de alguien en una salida nocturna, tomando grandes cantidades de alcohol y cocaína, metiéndose en peleas con hombres, abusando de mujeres y teniendo relaciones con una prostituta. En el vídeo la cámara muestra los efectos en primera persona de la combinación de dichas drogas. Al finalizar la cámara sube a un espejo, revelando que la persona es una mujer y explicando así por qué le tira los tejos el hombre del vídeo con pinta de oficinista en el primer pub, y el hecho de que se pelee con todo hombre que se le acerca tiene otras connotaciones. Algunos opinan que el hecho de que se vea como mujer al final del vídeo es parte de una alucinación producto de las drogas. Sin embargo,en la versión sin censura no hay lugar a dudas de que se trata de una mujer. La estríper con la que luego la protagonista tiene relaciones sexuales es interpretada por la modelo y actriz Teresa May.
El video fue premiado en los MTV Video Music Awards del año 1998 en las categorías "Mejor video dance" y "Mejor video al artista revelación".
En mediados del 2002, la versión no censurada del videoclip se transmitió en MTV2 como parte de un especial ranking de los videoclips más controvertidos retransmitidos por MTV. Este vídeo en particular fue considerado el "Vídeo Más Controvertido" de MTV y apareció como el #1 del ranking.

## En la cultura popular
- El luchador profesional japonés, Yoshihiro Tajiri utilizó la canción como su tema de entrada en ECW en 1998.
- En la comedia de las series británicas, The Vicar of Dibley, la canción hace referencia a Geraldine, afirmando que las canciones igual forma por los años 1960 y 1970 traen la nostalgia de la Generation X, "Smack My Bitch Up" será recordado por los adolescentes de hoy.
- Richard Cheese and Lounge Against the Machine versionó esta canción en su álbum 2000 Lounge Against the Machine. Esta es la canción donde se introduce toda la banda.
- La canción aparece en un episodio de Top Gear. Fue utilizado como música de fondo para la revisión del Porsche Carrera GT.
- La canción aparece en la película de 2000 Los ángeles de Charlie, sin embargo, la canción no está en la banda sonora de la película. También aparece en la película de 2001 Scary Movie 2, en la escena que parodia la escena de Los Ángeles de Charlie que utiliza esta canción.
- La canción se usó en la película de Mike Nichols Closer y el primer episodio de la serie de BBC Three Begin Human. Sin embargo, no se incluye en el DVD debido a problemas de derechos de autor.
- La canción aparece en "Chuck Versus the Cougars" (Temporada 2, Episodio 4) de la serie de televisión Chuck durante la escena de la pelea entre Sarah Walker y su némesis escuela secundaria, Heather Chandler.
- El artista británico de Drum and bass Nick Douwma (más conocido como Sub Focus) ha producido un remix de "Smack My Bitch Up". La pista fue lanzada en 2005 como parte del sencillo "Voodoo People (Pendulum Remix)/Out Of Space (Audio Bullys Remix)".
- En la serie de comedia de televisión estadounidense Will & Grace, Karen Walker afirma que "Smack My Bitch Up" es la canción tradicional de caminar por el pasillo en la quinta boda de una persona.
- El trío holandés Noisia y Diplo con el proyecto musical Major Lazer realizaron sus respectivos remixes de la canción para la edición especial de The Fat of the Land en la reedición EP, The Added Fat.
- En Chile, la canción está en el puesto número 152 de Rock & Pop 20 Años 200 Canciones. La canción fue usada en la promoción de Así somos en La Red en marzo de 2013.

## Lista de canciones

### XL Recordings
12" vinyl record
1. «Smack My Bitch Up» (LP versión) – 5:42
2. «No Man Army» (Featuring Tom Morello) – 4:44
3. «Smack My Bitch Up» (DJ Hype remix) – 7:17
4. «Mindfields» (Headrock dub) – 4:34

#### Sencillo en CD
1. «Smack My Bitch Up» (Edit) – 4:45
2. «No Man Army» (Featuring Tom Morello) – 4:44
3. «Mindfields» (Headrock Dub) – 4:34
4. «Smack My Bitch Up» (DJ Hype Remix) – 7:17

### Maverick Records

#### 12" vinyl record "Black sleeve"
A1. «Smack My Bitch Up» (Álbum Versión) – 5:43
A2. «Mindfields» (Headrock Dub) – 4:35
B1. «Smack My Bitch Up» (DJ Hype Remix) – 7:17

#### 12" vinyl record
A1. «Smack My Bitch Up» (LP Versión) – 5:42
A2. «No Man Army» (Featuring Tom Morello) – 4:44
B1. «Mindfields» (Headrock Dub) – 4:34
B2. «Smack My Bitch Up» (DJ Hype Remix) – 7:17

#### Digipak
1. «Smack My Bitch Up» (Edit) – 4:45
2. «No Man Army» (Featuring Tom Morello) – 4:44
3. «Mindfields» (Headrock Dub) – 4:34
4. «Smack My Bitch Up» (DJ Hype Remix) – 7:17

## Posicionamiento en listas y certificaciones
| Listas (1997)                                   | Mejor posición |
| ----------------------------------------------- | -------------- |
| Alemania (Media Control AG)                     | 51             |
| Australia (ARIA)                                | 41             |
| Bélgica (Flandes) (Ultratip Bubbling Under)     | 7              |
| Canadá (Canadian Singles Sales)                 | 12             |
| Estados Unidos (Billboard Hot 100)              | 89             |
| Estados Unidos (Dance/Electronic Singles Sales) | 19             |
| Finlandia (OFC)                                 | 1              |
| Irlanda (IRMA)                                  | 6              |
| Noruega (VG-lista)                              | 8              |
| Nueva Zelanda (Recorded Music NZ)               | 8              |
| Países Bajos (Dutch Top 40)                     | 19             |
| Reino Unido (UK Singles Chart)                  | 8              |
| Suecia (Sverigetopplistan)                      | 13             |

| País        | Organismo certificador | Certificación  | Ventas  | Ref.   |
| ----------- | ---------------------- | -------------- | ------- | ------ |
| Reino Unido | BPI                    | Disco de Plata | 200 000 | [ 19 ] |